# 島根県道・広島県道109号邑南高宮線
島根県道・広島県道109号邑南高宮線（しまねけんどう・ひろしまけんどう109ごう おおなんたかみやせん）は、島根県邑智郡邑南町から広島県安芸高田市に至る一般県道である。

## 概要
島根県邑智郡邑南町久喜から広島県安芸高田市高宮町川根に至る。

### 路線データ
- 起点：島根県邑智郡邑南町久喜（広島県道・島根県道6号吉田邑南線交点）
- 終点：安芸高田市高宮町川根（広島県道・島根県道4号甲田作木線交点）
- 異常気象時通行規制区間：島根県邑智郡邑南町大林 - 安芸高田市高宮町川根（終点）間

## 歴史
- 1996年（平成8年）
  - 4月25日 - 広島県告示第469号により広島県で島根県道・広島県道109号瑞穂高宮線として認定。
  - 4月26日 - 島根県告示第434号により島根県で島根県道・広島県道109号瑞穂高宮線として認定。

前身は瑞穂町道・美土里町道・羽須美村道・高宮町道である。
- 2004年（平成16年）
  - 3月1日 - 高田郡の全6町（甲田町・高宮町・美土里町・向原町・八千代町・吉田町）が対等合併して安芸高田市が成立したことに伴い終点の地名表記が高田郡高宮町川根から安芸高田市高宮町川根に変更される。
  - 10月1日 - 島根県邑智郡石見町・瑞穂町・羽須美村が対等合併して邑智郡邑南町が成立したことに伴い起点の地名表記が島根県邑智郡瑞穂町久喜から島根県邑智郡邑南町久喜に変更される。
- 2006年（平成18年）
  - 3月31日 - 島根県告示第372号により島根県で現行の路線名称に変更。
  - 4月1日 - 広島県告示第403号により広島県で現行の路線名称に変更。

## 路線状況
江の川支流の長瀬川に沿って道路が通じているため途中で県境を7回通過する。

## 地理

### 通過する自治体
- 島根県
  - 邑智郡邑南町
- 広島県
  - 安芸高田市

### 交差する道路
| 交差する道路                    | 都道府県名 | 市町村名   | 市町村名   | 交差する場所 | 交差する場所 |
| ------------------------------- | ---------- | ---------- | ---------- | ------------ | ------------ |
| 広島県道・島根県道6号吉田邑南線 | 島根県     | 邑智郡     | 邑南町     | 久喜         | 起点         |
| 広島県道・島根県道4号甲田作木線 | 広島県     | 安芸高田市 | 安芸高田市 | 高宮町川根   | 終点         |

### 沿線
- 江の川
- 川宮郵便局